# 耶律羽之
耶律羽之（890年—941年），小字兀里，字寅底哂。辽代官员。契丹人。

## 经历
幼年豪爽，与众不同。长大后嗜好学习，通诸部语言。辽太祖刚起兵时，耶律羽之多次参与军事谋略。天显元年（926年），渤海国灭亡，皇太子耶律倍任东丹王，耶律羽之任东丹中台省右次相。当时人心未安，左大相迭剌不到一个月而逝世，耶律羽之莅事勤恪，威信并行。
927年辽太宗即位，耶律羽之上表：“我大圣天皇始有东土，择贤辅以抚斯民，不以臣愚而任之。国家利害，敢不以闻。渤海昔畏南朝，阻险自卫，居忽汗城。今去上京辽邈，既不为用，又不罢戍，果何为哉？先帝因彼离心，乘衅而动，故不战而克。天授人与，彼一时也。遗种浸以蕃息，今居远境，恐为後患。梁水之地乃其故乡，地衍土沃，有木铁盐鱼之利。乘其微弱，徙还其民，万世长策也。彼得故乡，又获木铁盐鱼之饶，必安居乐业。然後选徒以翼吾左，突厥、项、室韦夹辅吾右，可以坐制南邦，混一天下，成圣祖未集之功，贻後世无疆之福。”辽太宗接纳了他的意见。这年，命令迁移东丹国民到梁水，当时人们说这是好政策。
人皇王耶律倍逃往后唐时（930年），耶律羽之镇抚国人，一切照旧。因功加守太傅，改任中台省左相。会同初年（930年），因册礼到宫阙，受通敏博達啓運功臣称号，加特进。会同三年（940年）上奏东丹左次相渤海人大素賢贪墨行为不法。

## 家属
父亲是耶律偶思，哥哥是耶律覿烈。
儿子：耶律和里，最高任职东京留守。
墓誌记载夫人生子10人、诸妾生子4人。女儿4人，2人殇、2人耶律羽之死去時年幼。
- 耶律佛奴（嫡子）
- 耶律闕（仲子）
- 耶律謝世（幼年）

## 墓地
1992年，内蒙古自治区赤峰市阿魯科爾沁旗发现耶律羽之墓。